# Dune: Prophecy
Dune: Prophecy (no Brasil: Duna: A Profecia) é uma série de televisão norte-americana de ficção científica, ambientada no universo de Dune criado por Frank Herbert. A série é exibida pela HBO e seu processo criativo é desenvolvido por Diane Ademu-John e Alison Schapker, onde esta última também atua como showrunner. É baseada no romance Sisterhood of Dune (2012) de Kevin J. Anderson, que concentra-se nas origens do Bene Gesserit, uma irmandade exclusiva e poderosa que se submete a um intenso treinamento físico e condicionamento mental para obter habilidades sobre-humanas. O enredo ocorre cerca de 10.000 anos antes dos eventos do romance Dune (1965), e serve como prequela do filme Dune (2021) de Denis Villeneuve.
Durante a aquisição dos direitos cinematográficos e televisivos da franquia Dune em 2016 por parte de Legendary Entertainment, começaram o desenvolvimento de uma adaptação cinematográfica de duas partes com Villeneuve como diretor. Legendary Television encarregou a série em 2019, sendo um projeto derivado dos filmes de Villeneuve. Várias figuras criativas uniram-se nesse ano, e depois de revisões criativas, Schapker converteu-se como showrunner, com Anna Foerster como diretora de múltiplos episódios em junho de 2023. O casting começou a ser escolhido desde novembro de 2022 até junho de 2023. As filmagens começaram em novembro de 2022 em Budapeste e Jordânia e concluiram-se em dezembro de 2023.

## Premissa
Ambientado 10.000 anos antes dos eventos de Duna, Duna: A Profecia se inicia 80 anos após uma aliança de humanos derrotar os exércitos de máquinas pensantes que quase os exterminaram. As Irmãs Valya e Tula Harkonnen lutam para manter o poder e a influência da Irmandade e combater forças que ameaçam o futuro da humanidade.
A história lança luz sobre as origens da Irmandade (mais tarde conhecida como Bene Gesserit), sua ascensão ao poder e influência no Império, bem como suas lutas pessoais, conflitos e a batalha contra um inimigo profetizado, ao mesmo tempo em que se aprofunda em aspectos históricos importantes do universo de Duna, como as raízes das famílias Harkonnen e Atreides.

## Elenco

### Principal
- Emily Watson como Madre Superiora Valya Harkonnen, líder da Irmandade[1]
  - Jessica Barden como a Jovem Valya, uma mulher ambiciosa, teimosa e enérgica que "sonha em restaurar o status nobre de sua família".
- Olivia Williams como Reverenda Madre Tula Harkonnen, irmã biológica e aliada próxima de Valya.[2]
  - Emma Canning como a Jovem Tula
- Travis Fimmel como Desmond Hart, "um soldado carismático com um passado enigmático, que procura ganhar a confiança do Imperador a expensas da Hermandad".
- Jodhi May como a Imperatriz Natalya,  "uma formidável monarca que uniu milhares de mundos em seu casamento com o imperador Corrino".[2][3]
- Sarah-Sofie Boussnina como a princesa Ynez, "uma jovem princesa independente que  enfrenta às pressões de sua responsabilidade como herdeira do Trono do Leão de Ouro".[4]
- Chris Mason como Keiran Atreides, "um maestro da espada de uma grande casa cuja ambição de estar à altura de seu sobrenome se vê interrompida quando forma uma conexão inesperada com um membro da família real".[5]
- Shalom Brune-Franklin como Mikaela, "uma mulher Fremen de carácter forte que serve à família real enquanto almeja um planeta natal que nunca conheceu".[4]
- Mark Strong como o Imperador Javicco Corrino, "um homem de uma grande linhagem de imperadores em tempos de guerra, chamado a governar o Império e gerir uma paz frágil".[5]
- Jade Anouka como a irmã Theodosia, "uma acolita talentosa e ambiciosa da Hermandad que guarda um perigoso segredo sobre seu passado".[5]
- Edward Davis como Harrow Harkonnen, um "político em ascensão de uma outrora grande família, que alberga um forte desejo de elevar sua Casa a sua antiga glória".[6]
- Joshua Heuston como Constantine Corrino, o filho ilegítimo de Javicco que está "dividido entre procurar a aprovação de seu pai e sua própria felicidade".[6]
- Faoileann Cunningham como a irmã Jen, "uma acolita valente em formação na Sisterhood School que rara vez revela seu núcleo emocional".[4]
- Aoife Hinds como a irmã Emeline, "uma zelosa acolita descendente de uma longa linhagem de mártires, que leva uma religião fervente a sua formação na Hermandad".[4]
- Chloe Leia como Lila, "a acolita mais jovem de Sisterhood School com uma profunda empatia para além de sua idade".[4]

### Recorrentes
- Barbara Marten como Irmã Avila, uma assistente de Valya e Tula 
  - Sarah Oliver-Watts como a Jovem Avila, uma das seguidoras de Dorotea
- Camilla Beeput como Reverenda Madre Dorotea, uma piedosa Reverenda Madre e neta de Raquella

### Participação especial
- Jihae como Reverenda Madre Kasha Jinjo, a Reveladora da Verdade do Imperador, cuja lealdade à Irmandade é desafiada
  - Yerin Ha como Jovem Kasha
- Cathy Tyson como Madre Superiora Raquella Berto-Anirul, fundadora da Irmandade
- Brendan Cowell como Duque Ferdinand Richese
- Hannah Khalique-Brown como Irmã Farouz, uma  Acólita com um olho em Constantino Corrino
- Flora Montgomery como Reverenda Madre Vera, Reveladora da Verdade da Casa Richese
- Laura Howard como Duquesa Orla Richese
- Tessa Bonham Jones como Lady Shannon Richese
- Charlie Hodson-Prior como Lorde Pruwet Richese
- Sam Spruell como Horace, membro de uma rebelião contra as Grandes Casas
- Karima McAdams como Irmã Nazir, uma médica Suk previamente treinada pela Irmandade
- Mark Addy como Evgeny Harkonnen, tio de Valya e Tula
- Polly Walker como Sonia Harkonnen, mãe de Valya e Tula
- Earl Cave como Griffin Harkonnen, irmão de Valya e Tula
- Milo Callaghan como Orry Atreides
- David Bark-Jones como Vergyl Harkonnen, pai de Valya e Tula
- Archie Barnes como Albert, o único sobrevivente do massacre de Tula  Atreides
- Tanya Moodie como a Voz de Anirul, a inteligência artificial secreta da Irmandade
- Lucy Russell como a Reveladora da Verdade da Casa Gbangbala
- Sarah Lam como a Reveladora da Verdade da Casa Hagal
- Nicola Alexis como a Reveladora da Verdade da Casa Yaofirks
- Tabu como a Irmã Francesca, uma Irmã poderosa, ex-amante do Imperador e mãe de Constantino, cujo retorno ao palácio "prejudica o equilíbrio de poder no  capital."
  - Charithra Chandran com a jovem Francesca[7]

## Episódios
| N.º geral | N.º na temp. | Título                                           | Dirigido por     | Escrito por                                  | Exibição original      | Audiência (milhões) |
| --- | ------------ | ------------------------------------------------ | ---------------- | -------------------------------------------- | ---------------------- | ------------------- |
| 1 | 1            | "The Hidden Hand" "A Mão Oculta"                 | Anna Foerster    | Diane Ademu-John                             | 17 de novembro de 2024 | 0.205               |
| Mais de 10.000 anos antes dos eventos de Duna, as irmãs Valya e Tula Harkonnen juntam-se à Irmandade, uma ordem de mulheres treinadas para servir às Grandes Casas do Império como Reveladoras da Verdade. A Madre Superiora Raquella Berto-Anirul morre após vislumbrar um futuro acerto de contas (Tiran-Arafel), que ela chama de Verdade Ardente. Valya usa a Voz para forçar Dorotea, neta/sucessora de Raquella, a se matar antes que ela possa destruir o programa de reprodução da Irmandade. Trinta anos depois, Valya, agora Madre Superiora, arranja o casamento da Princesa Ynez, filha do Imperador Javicco Corrino, com Pruwet Richese, de nove anos, o que elas esperam que estabilize a linhagem Corrino para as gerações futuras, enquanto fortalece seu controle sobre o planeta desértico Arrakis e sua inestimável especiaria. A Reveladora da Verdade Imperial, Kasha Jinjo, tem visões perturbadoras após conhecer o soldado Desmond Hart, que alega que insurgentes do Império, e não os Fremen nativos, foram os responsáveis pela emboscada que exterminou seu regimento. Valya ignora as preocupações de Kasha. Visitando uma boate, Ynez faz sexo com o Mestre Espadachim Imperial, Keiran Atreides. Após uma conversa com Javicco que revela seu desconforto com o casamento de Ynez, Desmond se encontra com Pruwet e usa um "grande poder" para imolá-lo, um ataque que simultaneamente imola Kasha. Ver o corpo em chamas de Kasha faz Valya se lembrar da visão de Raquella. |              |                                                  |                  |                                              |                        |                     |
| 2 | 2            | "Two Wolves" "Duas Lobas"                        | John Cameron     | Elizabeth Padden e Kor Adana                 | 24 de novembro de 2024 | 0.142               |
| Após a autópsia inconclusiva de Kasha, Valya parte com Theodosia para proteger a Princesa Ynez. A Imperatriz Natalya irrita o Duque Ferdinando ao afirmar que a morte de Pruwet foi acidental. Desmond, que alega ter sido engolido por um verme da areia, diz a Javicco que matou Pruwet por ele; perturbado, Javicco o manda prender, mas Natalya sugere que usem Desmond. Valya faz com que Tula submeta sua protegida, Lila, tataraneta de Raquella, ao ritual da Agonia para desbloquear sua Outra Memória e contatar Raquella. Lila descobre um "revenant", imagina Valya matando sua avó Dorotea, fica sobrecarregada e aparentemente morre. Constantine faz sexo com Shannon Richese e revela o envolvimento de Desmond no assassinato de Pruwet. Valya traz a notícia da morte de Kasha, agonizando Ynez, e interroga Desmond, que novamente admite os dois assassinatos; Javicco evita a acusação. Keiran, um insurgente anti-imperialista clandestino, copia o layout do palácio para os rebeldes, e Ynez conta como os rebeldes a sequestraram, junto com Constantine. Ferdinand ameaça Javicco, e Desmond o queima como um aviso. Valya obtém de sua espiã, a bartender da Divisão, Irmã Mikaela, uma lista de rebeldes de Arrakis que a Irmandade apoia secretamente, dizendo que ela pode entregá-los para fortalecer Javicco. Desmond confronta Valya, dizendo que pretende destruir a Irmandade. Ela usa a Voz para obrigá-lo a cometer suicídio, mas ele resiste com sucesso; Valya, chocada, recua.                                                                                                   |              |                                                  |                  |                                              |                        |                     |
| 3 | 3            | "Sisterhood Above All" "Irmandade Acima de Tudo" | Richard J. Lewis | Monica Owusu-Breen e Jordan Goldberg         | 1 de dezembro de 2024  | 0.137               |
| No passado, Valya defende vingança contra os Atreides pelo banimento da Casa Harkonnen. Seu irmão Griffin se junta ao Landsraad em busca de privilégios comerciais, mas morre, supostamente assassinado por Vorian Atreides. Valya se junta à Irmandade, e Tula, escondendo sua identidade Harkonnen, visita a caçada de touros Caladan de seu amante Orry Atreides. Dorotea critica Valya por questionar se as Irmãs podem ocultar a verdade dos governantes e por não serem leais a elas. Em uma cerimônia de votos na chuva, Valya se recusa a colocar a Irmandade em primeiro lugar. Ela usa a Voz em Raquella, impressionando-a. Orry pede Tula em casamento; ela aceita, e eles fazem sexo. Na manhã seguinte, Tula massacra sua família e o mata também, vingando Griffin. Raquella mostra a Valya seu ambicioso banco de dados de DNA usando tecnologia proibida. Quando Dorotea e Valya estão prestes a passar pela Agonia, esta se recusa; uma das seguidoras de Dorotea a chama de covarde. Raquella manda Valya de volta para Lankiveil, dizendo-lhe para retornar como Reverenda Madre ou não retornar. Durante uma conversa tensa, Valya usa a Voz em sua mãe. Mais tarde, ela se submete à agonia, sobrevivendo; Tula se junta a ela na Irmandade. No presente, Valya visita sua família como um recurso; Tula finge eutanasiar Lila em coma, mas a conecta a uma máquina pensante/de suporte à vida. |              |                                                  |                  |                                              |                        |                     |
| 4 | 4            | "Twice Born" "Nascido Duas Vezes"                | Richard J. Lewis | Kevin Lau & Suzanne Wrubel                   | 8 de dezembro de 2024  | 0.132               |
| Jen descobre os pesadelos de outras Irmãs, impedindo o suicídio de Emeline. Valya se torna a reveladora da verdade dos Harkonnen. Ynez ouve a confissão de assassinato de Desmond. Desmond recomenda, sem sucesso, que Javicco remova as Reveladoras da Verdade do Landsraad. Keiran e Horace adquirem uma bomba térmica voadora ixiana para matar Javicco, contando a Mikaela. Valya ouve, revelando que planeja salvar Javicco e entregar Keiran. As Irmãs revelam o assassinato de Pruwet a várias Casas, que convidam Harrow a substituir os Richeses falecidos no Alto Conselho e investigar. Tula faz com que acólitas, que consomem especiarias, desenhem imagens de seus sonhos: Shai-Hulud e olhos azuis. Natalya revela que vazou a verdade sobre o assassinato de Pruwet para que Javicco pudesse processar os abusadores das máquinas pensantes. Na Divisão, Ynez lembra que Vorian recusou o trono e conta a Keiran sobre a culpa de Desmond, voluntariando-se para agir. Harrow conta ao Landsraad que o kanly foi violado, quase nomeando os Corrinos; mas Ynez acusa Desmond, que traz Horace, amarrado. Desmond concorda, mas considera a execução legal, exibindo a bomba. Javicco o deixa imolar Horace e seus co-conspiradores. Valya obtém uma amostra do sangue de Desmond ferido. Tula sonha que mata Emeline, que sabe de seus crimes; Lila acorda. Evgeny lamenta que sua sobrinha Valya tenha deformado seus irmãos; criticando sua fraqueza, ela retira seu respirador, matando-o. Theodosia é revelada como uma metamorfa; Valya a faz aparecer como Griffin.                                |              |                                                  |                  |                                              |                        |                     |
| 5 | 5            | "In Blood, Truth" "No Sangue, a Verdade"         | Anna Foerster    | Carlito Rodriguez & Leah Benavides Rodriguez | 15 de dezembro de 2024 | 0.150               |
| Javicco nomeia Desmond como Bashar de um regimento de elite. Irmã Francesca chega para ver Constantine, seu filho. Jen, confiável por sua resistência a pesadelos, vê Lila doente. Harrow pede desculpas a Desmond por desafiar Javicco e culpa Valya. Desmond quer provas de sua cumplicidade no contrabando de especiarias por rebeldes. Harrow relata seu encontro a Valya. Valya quer que Francesca acalme Javicco e faça com que Ynez estude sobre Wallach IX. Raquella, possuindo Lila, aplaude os esforços de Valya. Francesca diz a Javicco para delegar a responsabilidade a Constantine; Javicco a beija. Lila isola um vírus que matou Kasha; Avila, atordoada, descobre Lila. As tropas de Desmond encontram especiarias na Divisão; Keiran e Mikaela matam algumas. Keiran vê a faca da Irmandade dela e a avisa para evitá-lo. Desmond acorda depois que os detonadores de corrente de Mikaela explodem a Divisão. Francesca diz que tinha Constantine para proteger Ynez. Valya concede passagem segura a Mikaela para Arrakis; Mikaela se sente explorada. Constantine descobre o mapa do palácio de Keiran e, sorrindo, o entrega a Desmond. Javicco nomeia Constantine comandante da frota, encarregado de pacificar Arrakis. Ynez interroga Keiran, que promete melhorar o Império. Tula fica chocada ao descobrir que Desmond tem sangue Atreides e Harkonnen; em Salusa Secundus, Desmond conta a Natalya que sua mãe era uma Irmã, que o abandonou aos catadores. Natalya reclama com Desmond que a Irmandade roubou seu poder e sua filha, e então o beija.                                       |              |                                                  |                  |                                              |                        |                     |
| 6 | 6            | "The High-Handed Enemy" "O Inimigo Arrogante"    | Anna Foerster    | Elizabeth Padden & Suzanne Wrubel            | 22 de dezembro de 2024 | 0.162               |
| Em flashback, Tula vê Valya ordenar o suicídio de Dorotea e, em seguida, revela sua gravidez. Valya mostra Anirul a Tula e planeja fazer com que Javicco deite-se com Natalya. Após dar à luz Desmond, Tula o troca por um natimorto. No presente, Nazir diz a Tula que o medo alimenta o vírus, mas morre ao analisá-lo. Natalya prende Ynez por tentar resgatar Keiran. Valya dá a Francesca uma agulha envenenada para matar Javicco. Javicco tenta, sem sucesso, mandar Natalya embora. Javicco implora a ajuda de Valya contra Desmond. Ela revela que a Irmandade manipulou sua vida inteira; ele a manda prender. Lila, possuída por Dorotea, revela que Valya fez as seguidoras de Dorotea cometerem suicídio. Francesca mostra a agulha a Javicco furioso, culpando Valya. Valya liberta Ynez e Keiran; eles fogem; Theodosia se passa por Ynez, então um guarda, esfaqueando Desmond. Javicco ameaça Francesca, mas, desesperado, se esfaqueia. Natalya mata Francesca com a agulha. Lila mostra para as acólitas os esqueletos das seguidoras de Dorotea e, em seguida, destrói Anirul. Harrow recupera um dispositivo de gravação que usou para espionar Valya. Desmond ativa o vírus em Valya; Tula a ajuda a sobreviver abandonando o medo. Valya sente que uma pessoa desconhecida implantou tecnologia à força em Desmond com uma máquina de "olhos" azuis. Ela considera matar Desmond, mas Tula revela sua ascendência. Valya diz que uma mão oculta, ávida por controle, também percebeu o potencial de Desmond. Tula abraça Desmond; seus guardas a prendem. Valya, Keiran e Ynez pousam em Arrakis. |              |                                                  |                  |                                              |                        |                     |

## Produção

### Desenvolvimento
Em novembro de 2016, Legendary Entertainment adquiriu os direitos cinematográficos e televisivos do livro Dune de 1965 de Frank Herbert. Legendary eventualmente pôs-se em contato com Denis Villeneuve para dirigir uma adaptação cinematográfica em duas partes do romance no mês seguinte, e foi confirmado como diretor em fevereiro de 2017. Legendary Television anunciou um pedido de série completa de Dune: The Sisterhood em junho de 2019, produzida para o então serviço de streaming de WarnerMedia, HBO Max. A série iria se centrar na ordem Bene Gesserit e serviria como precuela de Dune (2021). Villeneuve ia dirigir e produzir o piloto da série com Jon Spaihts escrevendo o roteiro. Ambos desempenhariam como produtores executivos junto a Byron Merritt, Kim Herbert, Kevin J. Anderson e o filho de Herbert, Brian. Villeneuve disse: "As Bene Gesserit sempre têm sido fascinantes para mim. Centrar uma série em torno dessa poderosa ordem de mulheres não só me pareceu relevante e inspirador, como também um palco dinâmico para a série de televisão".
Pouco depois de seu anúncio, o projeto recebeu críticas pela falta de criadoras femininas, a exceção da neta de Herbert, Kim Herbert. Dana Calvo foi contratada em julho de 2019 para atuar como showrunner junto a Spaihts. Em novembro de 2019, Spaihts deixou a série para centrar-se em Dune: Part Two (2024). The Hollywood Reporter informou que Legendary Television "não estava contente" com o trabalho inicial de Spaihts como showrunner e optou por remover. Diane Ademu-John tinha sido contratada como nova showrunner em julho de 2021. À medida que avançava a produção de Dune: Part Two, Villeneuve já não pôde dirigir e foi substituído por Johan Renck como diretor dos dois primeiros episódios em abril de 2022. Pouco depois de que começasse a produção, Diane Ademu-John abandonou o projeto como co-showrunner mas seguiu sendo a produtora executiva; isto deixou a Alison Schapker como única showrunner. Em fevereiro de 2023, Renck também abandonou o projeto, o que provocou que o projeto se interrompesse. Foi substituído por Anna Foerster em junho, quem dirigiria vários episódios, incluído o piloto. Em novembro de 2023, a série passou a se chamar Dune: Prophecy e sua estreia seria no novo serviço de streaming da WarnerMedia, Max.

### Escolha de elenco
Em outubro, Emily Watson, Shirley Henderson, Indira Varma, Sarah-Sofie Boussnina, Shalom Brune-Franklin, Faoileann Cunningham, Aoife Hinds e Chloe Leia foram eleitas para protagonizar a série. Travis Fimmel uniu-se ao elenco no mês seguinte. Em 1 de dezembro de 2022, Mark Strong, Jade Anouka e Chris Mason uniram-se ao elenco em papéis protônicos. Josh Heuston e Edward Davis uniram-se em papéis recorrentes mais tarde nesse mês. Durante a saída de Renck em fevereiro de 2023, Henderson também se foi. Em junho, Olivia Williams foi eleita para substituir a Henderson, com Jodhi May eleita para substituir a Varma, quem saiu da série devido a conflitos de agenda.

### Filmagens
Originalmente, a série estava programada para começar a ser filmada em 2 de novembro de 2020, em Budapeste e Jordânia. A produção começou em 22 de novembro de 2022, com o título provisório Dune: The Sisterhood, e Renck confirmou o início em sua conta no Instagram. Em julho de 2023, a Deadline Hollywood informou que a produção retomaria em Budapeste no meio das greves  da WGA e da SAG devido aos profissionais da série que trabalhavam pelo sindicato Equity do Reino Unido. As filmagens concluíram-se em dezembro de 2023, com Pierre Gill como diretor de fotografia principal. Gill não utilizou a tecnologia de produção virtual StageCraft, que tinha utilizado previamente em Percy Jackson and the Olympians, já que a produção se baseou principalmente em conjuntos práticos e valores de produção.

### Música
Jónsi foi contratado originalmente para compor a música do programa. No entanto, em outubro de 2023, Volker Bertelmann devia compor a partitura da série.

## Recepção
O site agregador de críticas Rotten Tomatoes relatou um índice de aprovação de 70% com uma nota média de 6,4/10, com base em 91 críticas. O consenso crítico do site diz: "Ancorado por atuações incríveis de Emily Watson e Olivia Williams, Dune: Prophecy carece do tempero dos filmes de Denis Villeneuve, mas compensa com uma intriga palaciana perigosamente viciante." O Metacritic, que usa uma média ponderada, atribuiu uma pontuação de 64 em 100, baseado em 34 críticas, indicando análises "geralmente favoráveis".
A estreia de Dune: Prophecy atraiu 1,2 milhão de espectadores nos EUA em várias plataformas, com o público aumentando 75% no dia seguinte, totalizando 2,1 milhões de espectadores.
Em 19 de dezembro de 2024, o número de espectadores ultrapassou 10 milhões, quando, "segundo a HBO, o episódio de estreia da série alcançou cerca de 15 milhões de espectadores nos territórios cobertos pela Max".

### Indicação à prêmios
| Ano  | Prêmio                                   | Categoria                                                                                       | Indicado(s)                                                                          | Resultado | Ref.          |
| ---- | ---------------------------------------- | ----------------------------------------------------------------------------------------------- | ------------------------------------------------------------------------------------ | --------- | ------------- |
| 2025 | Costume Designers Guild                  | Excelência em Série de Televisão de Ficção científica/Fantasia                                  | Bojana Nikitovic (por "The Hidden Hand")                                             | Venceu    | [ 50 ]        |
| 2025 | Visual Effects Society Awards            | Melhor Ambiente Criado em um Episódio, Comercial, Jogo Cinematográfico ou Projeto em Tempo Real | Scott Coates, Sam Besseau, Vincent l'Heureux, Lourenco Abreu (por "Imperial Palace") | Indicados | [ 51 ]        |
| 2025 | Visual Effects Society Awards            | Melhor Ambiente Criado em um Episódio, Comercial, Jogo Cinematográfico ou Projeto em Tempo Real | Nils Weisbrod, David Anastacio, Rene Borst, Ruben Valente (por "Zimia Spaceport")    | Indicados | [ 51 ]        |
| 2025 | Golden Trailer Awards                    | Melhor Aventura de Fantasia (Trailer/Teaser) para uma Série de TV/Streaming                     | HBO / Concept Arts (por "Power")                                                     | Indicado  | [ 52 ] [ 53 ] |
| 2025 | Set Decorators Society of America Awards | Melhor Conquista em Decoração/Design de uma Série de Fantasia ou Ficção Científica de Uma Hora  | Carolyn Loucks, Roxana Balogh, Tom Meyer                                             | Pendente  | [ 54 ]        |
| 2025 | Critics' Choice Super Awards             | Melhor Série de Ficção Científica/Fantasia, Série Limitada ou Filme Feito para a TV             | Dune: Prophecy                                                                       | Pendente  | [ 55 ]        |